# Sorrizo
Sorrizo (llamada oficialmente San Pedro de Sorrizo) es una parroquia y una aldea española del municipio de Arteijo, en la provincia de La Coruña, Galicia.

## Organización territorial
La parroquia está formada por diecinueve entidades de población, constando cuatro de ellas en el nomenclátor del Instituto Nacional de Estadística español:
- A Cancela
- Alvite
- As Balloeiras
- Campelo
- Campo (O Campo)
- Castelo
- Cendemil
- Eirís
- Escobadas (As Covadas)
- Gondreo
- Lagoa (A Lagoa)
- Iglesario (O Igrexario)
- O Carballal
- Moucho (O Moucho)
- Pedregueira (A Pedregueira)
- Porto (O Porto)
- Pousada
- Seijo (O Seixo)
- Sorrizo

## Demografía

### Parroquia
| Gráfica de evolución demográfica de Sorrizo (parroquia) entre 2000 y 2018 |
|                                                                           |
| Datos según el nomenclátor publicado por el INE.                          |

### Aldea
| Gráfica de evolución demográfica de Sorrizo (aldea) entre 2000 y 2018 |
|                                                                       |
| Datos según el nomenclátor publicado por el INE.                      |